# Big Sag
Big Sag é uma comunidade não incorporada localizada no condado de Chouteau, no estado norte-americano do Montana.

## História
A comunidade deve o seu nome ao vale homónimo que fica nas proximidades.